# Juan Argüello
Juan Argüello del Castillo y Guzmán (Granada, Granada, Gobernación de Nicaragua, Capitanía General de Guatemala, 1778 - Ciudad de Guatemala, República Federal de Centro América actual a Guatemala, 1830) fue un político preindependentista nicaragüense. 
En 1825 ocupó el cargo de Vicejefe del Estado de Nicaragua dentro de la República Federal de Centro América en el Gobierno del primer Jefe Supremo Manuel Antonio de la Cerda, y tras la destitución de facto de éste en 1825 quedó como Vicejefe del Estado encargado del Poder Ejecutivo hasta 1826. 
Ocupó la Jefatura Suprema del Estado por dos períodos, de 1826 a 1827 y de 1828 a 1829. Su gobierno se caracterizó por un profundo estado de anarquía. Encabezó uno de los dos bandos beligerantes durante la Guerra de Cerda y Argüello (1825-1828).

## Biografía

### Su familia
Juan Argüello, nacido en Granada, pertenecía a una de las primeras familias del país. 
Estuvo casado con Tomasa Chamorro Sacasa, hija de Joaquín Chamorro Fajardo y Josefina Sacasa Marenco. De ese matrimonio nacieron varias hijas. 
Varios parientes de Juan Argüello también se destacan como importantes protagonistas de la historia de Nicaragua en la misma época.
Su primo Manuel Antonio de la Cerda, primer Jefe Supremo del Estado de Nicaragua, fue amigo de su niñez y compañero de armas durante la insurrección de 1811, compartiendo después con él la cadena en España. Posteriormente los dos desencadenaron una cruel lucha por el poder supremo, la llamada Guerra de Cerda y Argüello.
Otro primo de Juan Argüello, Narciso Arellano del Castillo, fue el funcionario más destacado de su gobierno, llegando a ocupar los puestos de Ministro General y Encargado del Ejército. Estuvo casado con Luisa Chamorro Sacasa, hermana de Tomasa Chamorro Sacasa.
Francisco Argüello, también primo hermano de Juan Argüello y Manuel Antonio de la Cerda, comandaba el ejército de este último y, entrando en conspiración contra él, jugó el papel clave en la toma de cuartel en Rivas y el apresamiento de Cerda.

### Insurrección de 1811 y cadena en España
Electo Alcalde de Granada en 1810 o 1811, Juan Argüello junto con sus parientes Telesforo Argüello y Manuel Antonio de la Cerda, quien ocupaba el cargo de Regidor Municipal, encabezó una insurrección contra el poder colonial español en dicha ciudad (diciembre de 1811 – abril de 1812). Para dominarla, vinieron fuerzas realistas al mando del Sargento Mayor Pedro Gutiérrez; a pesar de haber derrotado a la vanguardia realista comandada por José María Palomares el 21 de abril de 1812, los insurgentes después se vieron obligados a capitular frente al grueso de las tropas de Gutiérrez, bajo la condición de amnistía. Sin embargo la capitulación fue desaprobada por el Capitán General de Guatemala, José de Bustamante y Guerra, por lo que los jefes de la rebelión fueron apresados y llevados a las cárceles de la Ciudad de Guatemala para ser procesados. Tras dos años, Juan y Telesforo Argüello junto con Manuel Antonio de la Cerda fueron condenados a la muerte, sin embargo la sentencia para ellos fue sustituida por la cadena perpetua en España. En 1815 los tres fueron llevados a cumplirla en la castillo de San Sebastián de la ciudad de Cádiz. 
En 1817, como resultado del indulto proclamado por el rey Fernando VII de España por motivo de su casamiento, Juan Argüello y Manuel Antonio de la Cerda se encontraron de nuevo en libertad, mientras que Telesforo Argüello había muerto anteriormente en la cárcel. 
A diferencia de Cerda, Argüello se mostró leal a las autoridades tras el indulto, pudiendo regresar libremente a su patria.

### Vicejefe del Estado (22 de abril de 1825 — noviembre de 1825)
Tras la guerra civil de 1824-1825 es elegida la primera Asamblea Constituyente del Estado de Nicaragua (8 de abril de 1825), la cual a su vez efectúa el 10 de abril las elecciones de las primeras autoridades del Estado para un período de 4 años. Los liberales eligieron a Argüello y los «serviles», a Cerda, y aunque el sufragio favorecía al primero, resultó ser elegido el segundo, como finalmente fue apoyado por el partido liberal a instancias de Cleto Ordóñez, quien consideraba a Cerda un estadista de mayor capacidad, a pesar de que era el candidato conservador.
De este modo, Cerda fue declarado Jefe Supremo y Argüello, Vicejefe, como el segundo más favorecido por el sufragio. La toma de posesión de ambos tuvo lugar el 22 de abril del mismo año en la ciudad de León. 
Sin embargo, en los próximos meses Argüello consiguió establecer control sobre el Poder Legislativo, gracias a lo que pocos meses después logró suspender a Cerda en nombre de la Asamblea, acusándolo del abuso de poder, quedando él mismo como Vicejefe del Estado encargado del Poder Ejecutivo (noviembre de 1825) con intención de no devolver el mando al Jefe propietario.

### Vicejefe del Estado, encargado del Poder Ejecutivo (noviembre de 1825 — 13 de agosto de 1826)
La primera Constitución del Estado, autorizada por Argüello el 8 de abril de 1826 y proclamada el 22 de abril del mismo año, establecía el período de 4 años para el mandato del Jefe del Estado. 
Dando por concluido el período de Cerda con la entrada en vigor de la nueva Constitución, Argüello convoca elecciones para las autoridades supremas del Estado, figurando como candidatos él mismo y el célebre abogado José Sacasa Méndez, hijo de Crisanto Sacasa y Parodi excomandante General de la Provincia de Nicaragua, que había proclamado en Granada la unión al Imperio Mexicano. 
Durante las elecciones ninguno de los dos candidatos obtiene ventaja, sin embargo, Argüello se hace elegirse Jefe Supremo por fuerza, siendo declarado por la primera Asamblea Legislativa, instalada en León el 13 de agosto de 1826, tras haber recesado la Asamblea Constituyente el 15 de junio del mismo año.

### Jefe Supremo del Estado (13 de agosto de 1826 — 14 de septiembre de 1827)
Como resultado de la crisis política que se produjo tras las elecciones, la Asamblea se divide: la mayoría de los diputados permanece en León, donde Argüello es proclamado nuevo Jefe Supremo; la minoría o núcleo conservador, compuesto por adversarios de Argüello, instituye una nueva Asamblea en Granada (la llamada Asambleíta) y entrega el Poder Ejecutivo de forma provisional al Consejero Pedro Benito Pineda, por no haber aceptado el mando Manuel Antonio de la Cerda, quien se encontraba retirado en su hacienda sin intenciones de volver a la política. 
En febrero de 1827 las tropas de Argüello logran tomar la plaza de Granada y capturan a Pineda y a su Ministro General Miguel de la Cuadra, los cuales son fusilados posteriormente en León por órdenes de Argüello. 
Viéndose el bando conservador en acefalia, fue llamado a ejercer el poder nuevamente Manuel Antonio de la Cerda. Reaparece en el escenario político inmediatamente después de Pineda, siendo proclamado Jefe Supremo en Managua el mismo febrero de 1827 e intimando a Argüello que deponga sus poderes. Argüello se niega y no reconoce a Cerda, argumentando que este había sido destituido como Jefe del Estado por la Asamblea Constituyente de 1825. La rivalidad entre dos pretendientes desencadena una sangrienta guerra civil, la llamada Guerra de Cerda y Argüello, que sume el país en caos. 
En un ambiente de anarquía política el coronel Cleto Ordóñez inicia un pronunciamiento en León y hace que se le nombre comandante general de las armas. Logra derrocar a Argüello (14 de septiembre de 1827) y lo expulsa de Nicaragua. Tomando en sus manos el poder militar, entrega el civil al ciudadano Pedro Oviedo y dispone que las municipalidades de León y Granada lleven a cabo nuevas elecciones para las autoridades supremas del Estado. Sin embargo, el poder de Ordóñez no se prolongó por mucho tiempo, y después de su salida del país los liberales instalan dos Juntas Gubernativas, una en León y otra en Granada, para continuar la guerra contra Cerda.
Mientras tanto Argüello, viéndose desterrado, logra encontrar refugio en el vecino Estado de El Salvador.

### Jefe Supremo del Estado (5 de agosto de 1828 — 8 de noviembre de 1829)
En 1828 Argüello vuelve a Nicaragua y el 5 de agosto de 1828 logra organizar su propio gobierno en Granada, poniéndose nuevamente a la cabeza de los liberales y reiniciando su guerra contra Cerda.
En septiembre del mismo año hubo un fuerte ataque contra la plaza de Granada, lanzado por las tropas de Cerda al mando de Francisco Baltodano. Argüello y sus partidarios ya tenían preparadas las embarcaciones para escapar, pero se logró derrotar a los atacantes gracias a un asalto comandado por el Presbítero José María Estrada el 29 de septiembre.

#### Derrota y fusilamiento de Cerda
Tras la derrota de Baltodano en Granada la situación de Cerda empeora drásticamente y a principios de noviembre de 1828 fue arrojado del poder y apresado como resultado de una conspiración en su contra. Argüello logró aprovecharse de la situación, mandando de inmediato sus tropas a la ciudad de Rivas (entonces Villa de Nicaragua), que era la capital de Cerda.
Juzgado por un Consejo de Guerra, Cerda fue condenado a la muerte, siendo fusilado en el atrio parroquial de la ciudad de Rivas el 29 de noviembre de 1828.
Poco tiempo después de la ejecución de Cerda Argüello trasladó su Gobierno de Granada a la ciudad de Rivas.

#### El crimen de La Pelona

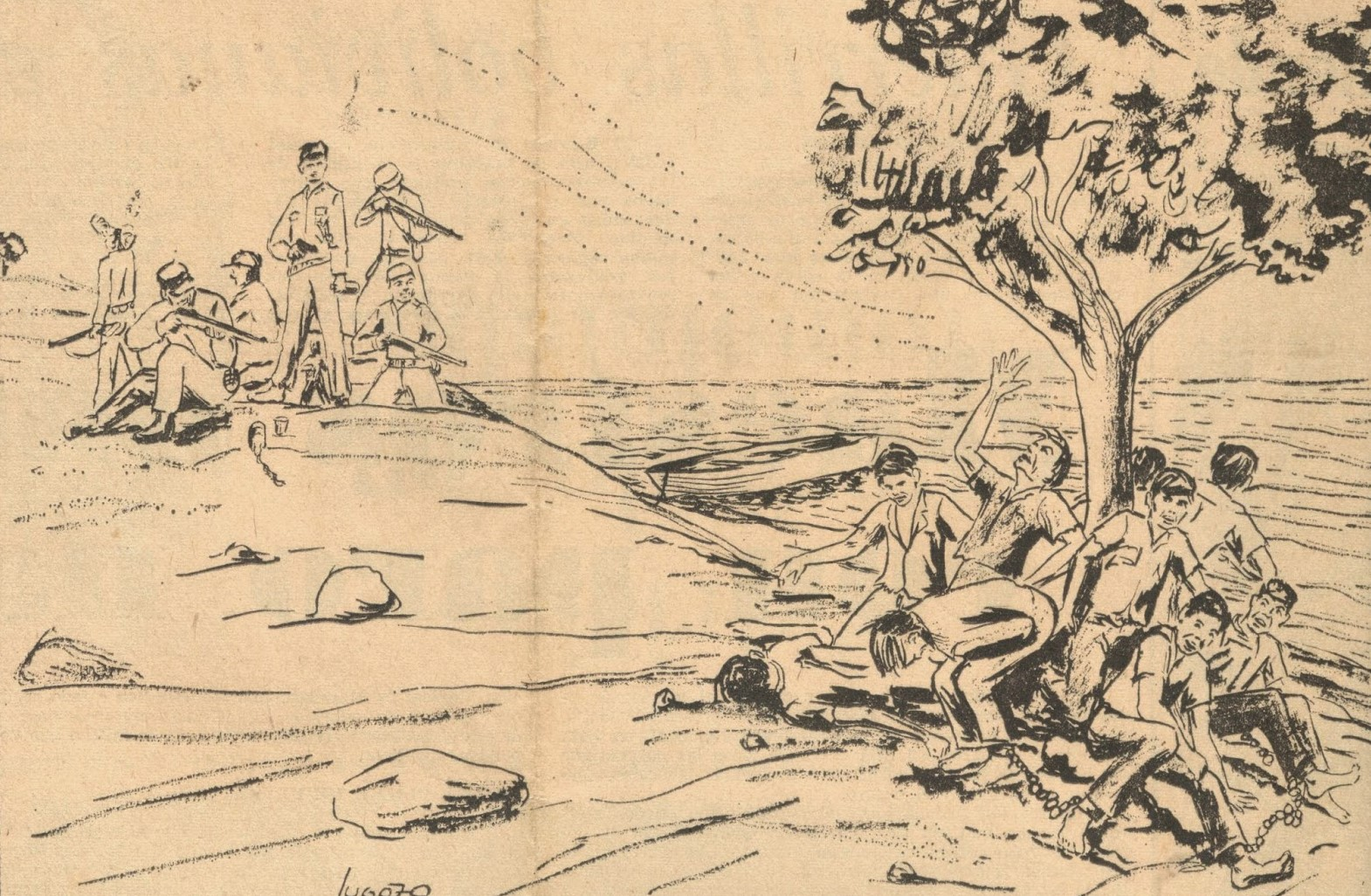
Ilustración del crimen de La Pelona

En enero de 1829 Argüello mandó trasladar hacia la fortaleza de San Carlos en San Juan del Norte a Juan Francisco Aguilar Sacasa (Rivas, c. 1791 - La Pelona, 1829), a ocho prisioneros del bando de Cerda, uno de esto era hijo del Licenciado Juan Francisco Aguilar y Concepción Sacasa.
Desembarcándose con pretexto de reposo en una isla desierta, conocida como La Pelona en el Lago de Nicaragua, los oficiales y los soldados de la escolta que acompañaba a los 8 presos se embriagaron y los asesinaron a todos el 28 de enero de 1829. La matanza fue seguida por un incendio. Los asesinos ataron piedras a los pies de los cadáveres y los arrojaron al agua para encubrir el crimen. 
Tras su regreso a Granada, la escolta presentó cuenta afirmando que los presos perecieron en medio de un supuesto naufragio; sin embargo, las corrientes del lago arrojaron a las orillas los cadáveres con piedras atadas, haciendo el crimen evidente.
El acontecimiento contribuyó fuertemente al desprestigio y la posterior caída de Argüello, culpado por sus numerosos enemigos de haber ordenado premeditadamente aquel asesinato.

### Su destitución y condenación
El 1 de noviembre de 1829, bajo el patrocinio del Gobierno Federal, es convocada una nueva Asamblea Legislativa, que se reúne en Rivas; esta elige como nuevo Jefe del Estado al liberal Dionisio Herrera, mandado por el Gobierno Federal en calidad de pacificador para restablecer la paz en Nicaragua. 
Hasta la toma de mando por Herrera en mayo de 1829 el presidente del Consejo Representativo Juan Espinosa quedó al frente de la administración en calidad de Consejero Jefe del Estado encargado del Poder Ejecutivo, en virtud del acuerdo de la Asamblea Legislativa del 8 de noviembre de 1830.
Posteriormente todos los actos de la Asamblea Constituyente instalada en León el 13 de agosto de 1826 (la que eligió a Vicejefe Argüello), trasladada a Granada el 17 de septiembre siguiente (la que eligió al Consejero Pineda) fueron declarados nulos en conformidad con el Decreto del 23 de mayo de 1830, 

declarando nulos todos los actos emanados de la Asamblea instalada en León el 13 de agosto de 1826, y los de los de Granada que se reorganizó el 17 de septiembre del mismo año.

### Su muerte
Al tomar Dionisio Herrera la Jefatura Suprema del Estado de Nicaragua, Argüello fue mandado al exilio para Guatemala, donde murió en pobreza el mismo año de 1830. Según informa el historiador José Dolores Gámez,

Tan luego Herrera se encargó del mando, hizo salir para Guatemala a Argüello, temido y execrado en todo el país. En aquella capital, falto de recursos y sin protección, pasó una vida triste que fue pobremente a terminar en el hospital de los indigentes. No hubo una mano amiga que cerrara sus ojos, ni nadie que marcara su sepulcro a la posteridad.